# Madepolder
De Madepolder is een poldergebied ten noorden van Poeldijk. De polder grenst in het zuiden aan de Dijkpolder. De Madepolder is in 3 delen verdeeld:
- Polder Oostmade
- Polder Westmade
- Zwarte-polder

In het gebied bevindt zich het recreatiegebied Madestein.